# مؤسسه ملی قلب، ریه و خون

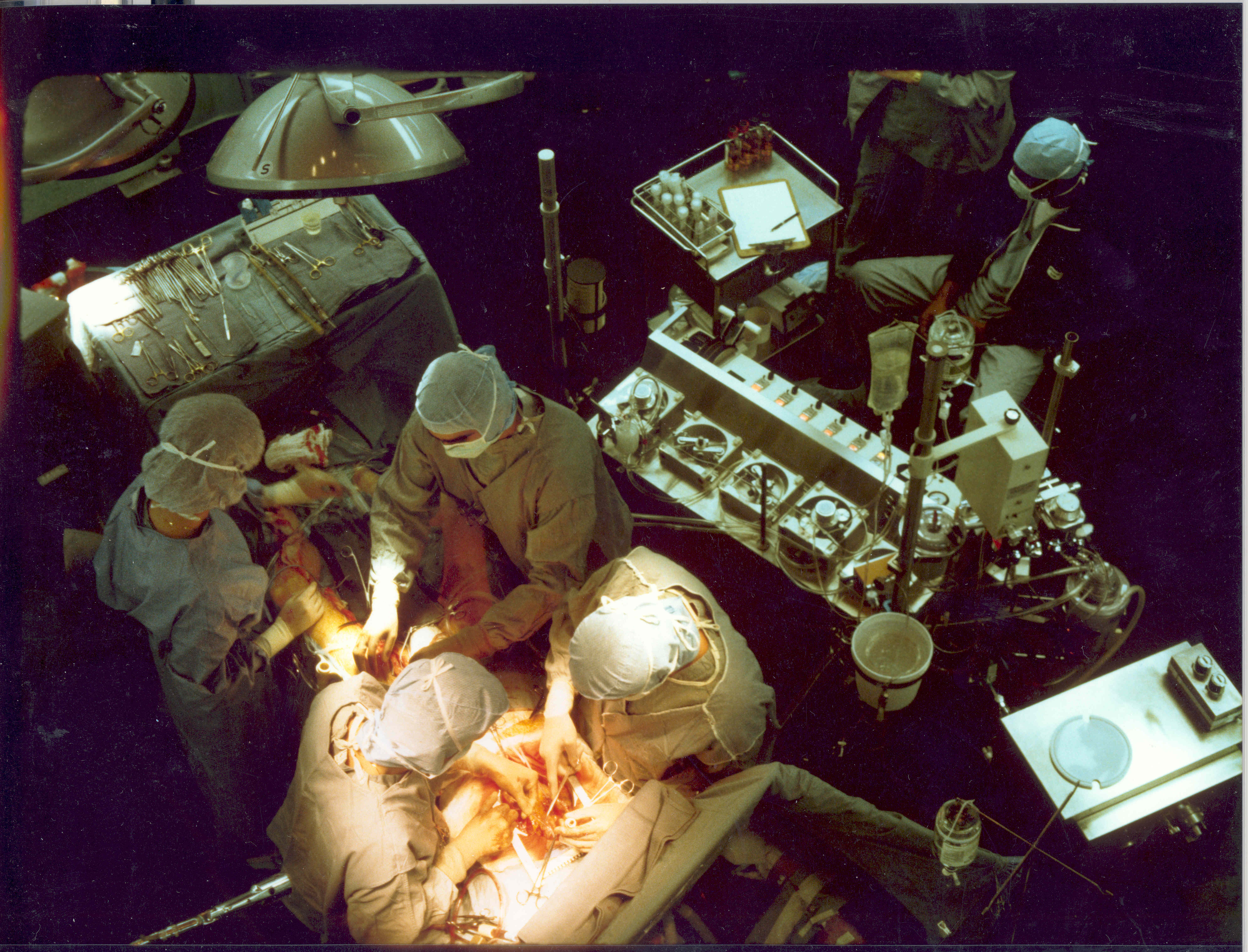
تصویری از یک bypass surgery در NHLBI

موسسه ملی قلب، شش، و خون ایالات متحده آمریکا (به انگلیسی: National Heart, Lung, and Blood Institute) مشهور به NHLBI، یکی از اعضای موسسات ملی بهداشت ایالات متحده آمریکا (مشهور به NIH) می‌باشد.
وظیفه این مرکز فدرال رهبری و نظارت بر تحقیقات علوم و فناوری در حیطه قلب، شش، و خون می‌باشد.
دفاتر این موسسه که در سال ۱۹۴۸ تأسیس شد در جنوب ایالت مریلند واقع گردیده است.
در سال ۲۰۰۶ بودجه این موسسه تحقیقات دولتی بیش از ۲٫۸۹ میلیارد دلار بود.
ریاست کل سازمان بر عهده  گری گیبسونز می‌باشد.

## جستارهای مربوط
- انجمن قلب آمریکا

## وب‌گاه رسمی
- وبگاه رسمی